# حالة تكساس القانونية
الوضع القانوني لتكساس هو وضع تكساس بصفتها كيانًا سياسيًا. كانت تكساس جزءًا من عدة كيانات سياسية مختلفة عبر تاريخها، من بينها 10 سنوات -منذ عام 1836 حتى عام 1846-بصفتها جمهورية تكساس المستقلة، أما الوضع القانوني الحالي لتكساس فهو كونها ولاية ضمن الولايات المتحدة الأمريكية.
بسبب تاريخ تكساس الفريد، كانت سيادة الولايات المتحدة على تكساس محطّ نزاع في عدة فترات زمنية. يدعي أتباع الحركات الانفصالية أن سيادة الولايات المتحدة على تكساس غير شرعية، لكن وجهة النظر تلك لم تحظَ باهتمام كبير. تمحورت النزاعات المتعلقة بالوضع القانوني لتكساس حول قضايا جوهرية، على سبيل المثال لا الحصر، شرعية إعادة قبول تكساس ضمن الاتحاد عقب الحرب الأهلية، ووجهات النظر المختلفة حول وضعها الدولي بحكم الأمر الواقع وبحكم القانون، والحدود الأصلية لتكساس التي تتناقض مع حدودها الحالية.
بصرف النظر، استمرت بعض الفصائل مثل جمهورية تكساس (جماعة) بالدفاع عن وجهة نظرها، وطالبت بأن تظلّ تكساس دولة مستقلة، وادعت أن الإجراءات الأمريكية خلال الحرب الأهلية أدت إلى الاحتلال العسكري غير القانوني لتكساس. يعتبر البعض أن النزاع حول الوضع القانوني لتكساس يمثل نقاشًا أكاديميًا تجادل بشأنه عدة جماعات ناشطة أخرى في الولايات المتحدة، مثل النقاشات التي تدور حول الوضع القانوني لهاواي والوضع القانوني لألاسكا. الوضع في تكساس مشابهٌ جدًا لوضع هاواي، فالأخيرة ضُمّت إلى الولايات المتحدة عبر قرار مشترك من الكونغرس.

## نبذة تاريخية
قبل اندلاع ثورة تكساس، والتي نتج عنها تأسيس جمهورية تكساس عام 1836، كانت المنطقة التي تُعرف اليوم بولاية تكساس جزءًا من المكسيك.
في الأول من شهر مارس عام 1845، شرّعت الولايات المتحدة قرارًا مشتركًا يقترح إلحاق تكساس بالولايات المتحدة. في الثالث والعشرين من شهر يونيو عام 1845، قبِل كونغرس تكساس القرارَ المشترك لكونغرس الولايات المتحدة، ووافق كونغرس تكساس على طلب الرئيس جونز المتمثل بإقامة مؤتمر في الرابع من شهر يوليو عام 1845. طرح مؤتمر تكساس موضوع ضم الجمهورية إلى الولايات المتحدة، وانتهى بإعلان الموافقة على ضم تكساس في الرابع من شهر يوليو عام 1845 إلى الولايات المتحدة. عُقد المؤتمر مرة أخرى في الثامن والعشرين من شهر أغسطس، وأُقرّ دستور ولاية تكساس في السابع والعشرين من شهر أغسطس عام 1845. وافق مواطنو تكساس على اتفاقية الإلحاق والدستور الجديد في الثالث عشر من شهر أكتوبر عام 1845. في التاسع والعشرين من العام ذاته، اعترفت الولايات المتحدة بولاية تكساس وقبلتها في الاتحاد.
في الأول من شهر فبراير عام 1861، تبنى مؤتمر خاص في تكساس مرسوم الانفصال، مُبطلًا بذلك مرسوم الإلحاق ومعلنًا انفصالَ تكساس عن الولايات المتحدة (بنسبة 95% من الأصوات، 166 مقابل 8)، وفي السابع من شهر فبراير، أمر المجلس التشريعي بإجراء استفتاء عام حول مرسوم الانفصال وتحت إدارة المؤتمر. في الثالث والعشرين من شهر فبراير عام 1861، صوّت سكان تكساس بشكل كبير لصالح الانفصال عن الولايات المتحدة، وبلغت نسبة المصوتين لصالح الانفصال 75%؛ 46,153 مقابل 14,747. خلال الحرب الأهلية الأمريكية، غزت قوات الاتحاد تكساس عدة مرات خلال، من بينها المعركة الأخيرة الكبرى خلال الحرب، معركة بالميتو رانش، في الثاني عشر والثالث عشر من شهر مايو عام 1865.
في السابع عشر من شهر يونيو عام 1865، عيّن الرئيس أندرو جونسون السيد أندرو جاكسون هاملتون بصفته الحاكم المدني المؤقت لولاية تكساس، وأمره بالدعوة إلى تنظيم مؤتمر دستوري خاص فقط بالمواطنين الأمريكيين الموالين. في الخامس عشر من شهر مارس عام 1866، أقرّ المؤتمر مرسومًا يبطل مرسوم الانفصال. عُقد استفتاء في الخامس والعشرين من شهر يونيو عام 1866، استنادًا إلى القوانين الجارية آنذاك في التاسع والعشرين من شهر مارس، وكان الهدف من الاستفتاء الموافقة على التعديلات الدستورية المقترحة من طرف المؤتمر. في العشرين من شهر أغسطس عام 1866، ادعى الرئيس جونسون انتهاء العصيان المسلح في تكساس. وفي شهر مارس من عام 1867، وفقًا لحكومة الولايات المتمردة الأكثر فاعلية، والناشئة بناءً على قوانين إعادة الإعمار والأوامر العامة رقم 10، عُيّن الجنرال فيليب شيريدان الحاكم العسكري للمنطقة العسكرية الخامسة.
في شهر فبراير عام 1869، أصدرت المحكمة العليا حكمها بخصوص قضية تكساس ضد وايت، وأفادت بأن الانفصال كان غير شرعيًا، وأن الاتحاد غير قابلٍ للحل وفقًا لإجراءات أو أفعال ولاية ما، بالتالي لم تملك تلك الولايات الحقّ في الانفصال.

## الإجراءات القانونية التاريخية
تعرّض وضع تكساس السياسي إلى المسائلة قانونيًا في عددٍ من الفترات الزمنية اللاحقة لإعادة قبول تكساس ضمن الولايات المتحدة. هناك قراران من المحكمة العليا يوضحان وضع تكساس.
- تكساس ضد وايت، المحكمة العليا للولايات المتحدة (1869)

في عام 1869، حكمت المحكمة العليا بأن انفصال تكساس عن الولايات المتحدة غير شرعي. كتبت المحكمة «يرعى الدستور، في جميع أحكامه، الاتحاد غير القابل للتفكك، والمؤلف من ولايات غير قابلة للتفكك». سمحت المحكمة باحتمال حدوث تجزيء «عبر الثورة، أو وفقًا لرغبة الولاية».
- ديليما ضد بِدويل (1901)

إن الإلحاق بناءً على قرار مشترك من الكونغرس قانونيٌّ. كتبت المحكمة العليا «المعاهدة المتشكلة وفقًا لتلك السلطة هي القانون الأعلى للبلد، ولها ذات الفاعلية التي تملكها قوانين الكونغرس، وإذا كانت تالية لقوانين الكونغرس وغير متلائمة معها، فيمكن إبطالها. التنازل عن الحدود هو أحد الحوادث المألوفة عند إجراء المعاهدة، وتكون الحدود المُتحصّل عليها في هذه الحالة، وفقًا لقرارات الكونغرس، مؤكدة وحتمية مثل وضع الحدود المُتحصل عليها إثر عملية الإلحاق، أي كما هو الحال في تكساس وهاوي».

## الإجراءات القانونية الحديثة
يعالج هذا القسم بشكل رئيسي الجدالات النظرية الحديثة المختصة بوضع تكساس بحكم القانون وفقًا لبعض التفسيرات المعينة للقانون الدولي، والأخير هو النقطة المركزية للادعاءات الحديثة المختصة بوجهات النظر المختلفة حول وضع تكساس القانوني بصفتها ولاية تابعة للولايات المتحدة الأمريكية.

### قضية كولورادو
في شهر يناير من عام 2004، ادعى تيموثي بول كووتيني -وهو سجينٌ في آسبن، كولورادو- أن ولاية كولورادو لا تملك صلاحية قضائية من أجل تسليمه لكاليفورنيا مع مذكرة تحت المراقبة، وجاء الادعاء على أساس أن تيموثي مواطن من جمهورية تكساس. ادعى الرجل أن قطعة الأرض التي تضم آسبن كانت جزءًا من جمهورية تكساس الأصلية، وبناءً على ذلك، فهو ليس مواطنًا من الولايات المتحدة الأمريكية. رفضت المحكمة ادعاءات تيموثي.

### ريتشارد مكلارين: التماسٌ لمحكمة العدل الدولية والمحكمة الإقليمية في الولايات المتحدة
في عام 1995، رُفع التماسٌ إلى محكمة العدل الدولية في لاهاي، هولندا، من طرف ريتشارد إل. مكلارين يطلب فيه الاعتراف بوجود جمهورية تكساس. رفض كاتب المحكمة في محكمة العدل الدولية رفع القضية وردّ «عليّ إخبارك أن عمل محكمة العدل الدولية محصورٌ -بما يتماشى مع القانون الدولي- بحل النزاعات القانونية التي ترفعها الدول، وإحالة الآراء الاستشارية حول القضايا القانونية المشار إليها من طرف المؤسسات والمنظمات الدولية المخوّلة للقيام بهذه المهمة... لا يمكن لأعضاء محكمة العدل الدولية استلام طلباتٍ من أفراد بشكل خاص، أو كيانات أخرى، أو تقديم الإرشاد والنصح القانوني لهم، أو مساعدتهم في علاقاتهم مع السلطات في أي بلدٍ كان. نتيجة لذلك، لن يُتّخذ أي إجراء بناءً على رسالتك».